# Biscutella lyrata
Biscutella lyrata es una especie de planta herbácea perteneciente a la familia de las brasicáceas.

## Descripción
Es una planta anual, con tallos de hasta 40 cm de altura, erectos, ramificados desde su base. Las hojas basales de hasta 8 cm, escasas, rosuladas; las más superiores estrechamente lineares. Las inflorescencias en racimos laxos pediceladas.  Pétalos de  4 mm, amarillos, gradualmente atenuados en la base y sin uña bien diferenciada. El fruto es una silicua con valvas suborbiculares. Semillas de  1,5 mm.  Florece de marzo a mayo.

## Distribución y hábitat
Se encuentra en los pinares litorales, pastos sobre arenas, substratos silíceos, lugares subhúmedos; a una altitud de 10-530 metros en el sur de la Península ibérica.

## Taxonomía
Biscutella lyrata fue descrita por Carlos Linneo y publicado en Mant. Pl. 2: 254 (1771)
Citología
Número de cromosomas de Biscutella lyrata (Fam. Cruciferae) y táxones infraespecíficos: n=6
Etimología
Biscutella: nombre genérico que deriva del Latín bi= «doble» y scutella = «pequeña copa».
lyrata: epíteto latino que significa "en forma de lira".
Sinonimia
- Biscutella algeriensis Jord.
- Biscutella apula var. lyrata (L.) Parl.
- Biscutella apula var. microcarpa (DC.) Casp.
- Biscutella choulettii Jord.
- Biscutella didyma var. lyrata (L.) Coss.
- Biscutella didyma f. lyrata (L.) Batt. & Trab.
- Biscutella didyma subsp. lyrata (L.) Thell.
- Biscutella lyrata subsp. laxiflora (C.Presl) Raffaelli
- Biscutella lyrata var. scutulata Hall
- Biscutella microcarpa DC.
- Biscutella patulipes Jord.
- Biscutella scutulata Boiss. & Reut.
- Biscutella tumidula Lag. ex DC.[5]